# Гросс, Генрих (раввин)
Генрих Гросс (1835—1910) — венгерский раввин, автор исследования литературы французских евреев в Средние века — «Gallia judaica» («Галлия иудаика», Париж, 1897), на которое часто ссылаются авторы ЕЭБЕ («Gross, GJ»).

## Биография
Родился в Szenicz (Венгрия) в 1835 году. Ученик Иуды Асада (Judah Aszod, 1794/1796 — 1866). По окончании бреславльской семинарии и защите диссертации в Галлеском университете, он был учителем в семье российского барона Г. О. Гинцбурга в Париже, где занимался собиранием материалов для капитального труда «Gallia judaica».
В 1869 году переселился в Берлин и подружился с Цунцом, методу научных исследований которого он следует в своих сочинениях.
В 1871 году занял пост раввина в Гросс-Стрелице, а с 1875 г. состоял раввином в Аугсбурге.

### Труды
Много поработал в области исследований по истории литературы французских евреев в Средние века. Его «Gallia judaica» (Париж, 1897) являлась — на начало XX века — единственным исчерпывающим трудом в этой области.
Статьи Гросса в разных еврейских периодических органах представляют ценные монографии. Из них особого внимания заслуживают:
- «Abraham ben David aus Posquieres, ein literarhistorischer Versuch» (в Monatsschrift, 1873—74);
- «Zur Geschichte der Juden in Arles» (ib., 1878, 79, 80);
- «Elieser Ben Joel ha-Levi, ein literarhistorischer Versuch» (ib., 1885, 86);
- «Jehudah Sir Leon aus Paris: Analekten» (в Magazin, 1877, 78, IV, 174, V, 179);
- «Étude sur Simson ben Abraham de Sens» (REJ., 1883).

Также составил «Lehrbuch der israelitischen Religion fur die oberen Klassen der Mittelschulen» (Учебник израильской религии для старших классов средней школы).